# Niederpallen
Niederpallen (Luxemburgs: Nidderpallen) is een plaats in de gemeente Redange en het kanton Redange in Luxemburg.
Niederpallen telt 354 inwoners (2001).